# Ingmar De Poortere
Ingmar De Poortere (* 27. Mai 1984 in Gent) ist ein ehemaliger belgischer Radsportler, der vorwiegend in Ausdauerdisziplinen auf der Bahn aktiv war.

## Sportliche Laufbahn
Als Jugend- und Juniorenfahrer wurde Ingmaar De Poortere zweimal belgischer Meister auf der Bahn. 2002 gewann er das Juniorenrennen Omloop der Vlaamse Gewesten. 2004 wurde er nationaler Omnium-Meister der Elite, 2007 im Scratch und gemeinsam mit Kenny De Ketele, Steve Schets und Tim Mertens in der Mannschaftsverfolgung. Ebenfalls im Jahre 2007 entschied er gemeinsam mit seinen Kollegen vom Davitamon-Win for Life-Jong Vlaanderen das Mannschaftszeitfahren der Volta Ciclista Internacional a Lleida für sich. Auf der Bahn gewann er zusammen mit Tim Mertens die drei Läufe des UIV Cups in Rotterdam, Berlin und Kopenhagen und auch die Gesamtwertung. Insgesamt gewann er im Laufe seiner Laufbahn zwölf nationale Titel auf der Bahn.
Beim Bahnrad-Weltcup in Cali gewann De Poortere mit Mertens Gold im Zweier-Mannschaftsfahren. Er startete auch bei insgesamt elf Sechstagerennen. Nachdem er wegen anhaltender Rückenbeschwerden nicht bei den Olympischen Spielen 2012 in London mit dem belgischen Vierer starten konnte, beendete er seine aktive Radsportlaufbahn.

## Erfolge

### Bahn
2000
- Belgischer Jugend-Meister – Punktefahren

2001
- Belgischer Junioren-Meister – Zweier-Mannschaftsfahren (mit Nicky Coquyt)

2004
- Belgischer Meister – Omnium

2007
- Belgischer Meister – Scratch, Mannschaftsverfolgung (mit Kenny De Ketele, Steve Schets und Tim Mertens)

2008
- Weltcup in Cali – Zweier-Mannschaftsfahren (mit Tim Mertens)
- Belgischer Meister – Scratch

2009
- Belgischer Meister – Mannschaftsverfolgung (mit Tim Mertens, Stijn Steels und Jeroen Lepla)

2010
- Weltmeisterschaft – Zweier-Mannschaftsfahren (mit Steve Schets)
- Belgischer Meister – Punktefahren, Zweier-Mannschaftsfahren (mit Steve Schets), Mannschaftsverfolgung (mit Steve Schets, Jonathan Dufrasne und Kenny De Ketele)

2011
- Belgischer Meister – Punktefahren, Zweier-Mannschaftsfahren (mit Gijs Van Hoecke, Justin Van Hoecke und Jonathan Dufrasne)

### Straße
2007
- Mannschaftszeitfahren Volta a Lleida

## Teams
- 2003 Quick Step-Davitamon-Latexco
- 2005 Bodysol-Win for Life-Jong Vlaanderen
- 2006 Bodysol-Win for Life-Jong Vlaanderen
- 2007 Davitamon-Win for Life-Jong Vlaanderen
- 2008 Davitamon-Lotto-Jong Vlaanderen
- 2009 Jong Vlaanderen-Bauknecht
- 2010 Qin Cycling Team
- 2011 Donckers Koffie-Jelly Belly
- 2012 Jong Vlaanderen-Bauknecht